# Angel hearts (アルバム)
『angel hearts』（エンジェル・ハーツ）は、中山美穂の8作目のスタジオ・アルバム。1988年12月5日にキングレコードより発売された。規格品番はLP：K28A-880、CT：K28H-1260、CD：K32X-350。

## 概要
帯コピー：もういちど　心の奥のぬくもりを　見つめたくて…‥
同年末に『FNS歌謡祭』でグランプリを獲得した先行シングル「Witches」はアルバムバージョンで収録。曲の終盤でシングルバージョンにない歌詞が書き加えられている為、収録時間が長くなっている。発売前の収録予定曲一覧には「Witches」のカップリング曲「誓いを破って」が入っていたが、最終的には収録されなかった。
1曲目「Sweetest Lover」は、中山自身が ″北山瑞穂″ のペンネームで作詞しているが、次作以降は ″中山美穂″ 名義での作詞が中心となる (以後はアルバム『Merry Merry』で一時的に使用された)。この曲は後に自身がパーソナリティを務めるラジオ番組『中山美穂 P.S. I LOVE YOU』（ニッポン放送）のオープニングテーマとして使われていた。1999年にはアレンジを変えて新たにレコーディングしたバージョンがアルバム『manifesto』に収録された。
本作の収録曲をフィーチャーしたイメージビデオ『心の夜明け L'Aube de mon cœur』が、同月21日に発売になった。
本作は1988年に発売された3枚目のオリジナル・アルバムとなり、リミックス・アルバム『Makin' Dancin'』を含めると1年で4枚ものアルバムをリリースしたことになる。またこの年の大晦日、『NHK紅白歌合戦』に初出場を果たしている。
2015年10月14日には、中山のデビュー30周年を記念した企画『30th Anniversary Original Album Collection』として、これまでにリリースされたアルバムのうち本作を含む25作品が同日再発売された。
2020年11月20日にはサブスクリプションサービスで配信がスタートした。
2022年8月30日には、本作と『ONE AND ONLY』『Mind Game』『Hide'n' Seek』の4枚のアルバムがSACDハイブリッド盤として商品化され、タワーレコード限定で発売された。このSACDには「Witches」のシングルバージョン、カップリング曲の「誓いを破って」とこの2曲のインストゥルメンタルのほか、M-2「Too Fast, Too Close」のダンス・ヴァージョンをボーナス・トラックとして追加収録している。

## 収録曲

### LP / CT
| #  | タイトル                | 作詞     | 作曲            | 編曲     | 時間 |
| -- | ----------------------- | -------- | --------------- | -------- | ---- |
| 1. | 「Sweetest Lover」      | 北山瑞穂 | CINDY           | 瀬尾一三 | 5:26 |
| 2. | 「Too Fast, Too Close」 | CINDY    | CINDY・鳥山雄司 | 鳥山雄司 | 4:22 |
| 3. | 「Bad Girl」            | 康珍化   | 村松邦男        | 鳥山雄司 | 4:43 |
| 4. | 「Diamond Lights」      | 戸沢暢美 | 鳴海寛          | 瀬尾一三 | 4:34 |
| 5. | 「天使の気持ち」        | 康珍化   | CINDY           | 鳥山雄司 | 4:16 |

| #  | タイトル           | 作詞   | 作曲     | 編曲     | 時間 |
| -- | ------------------ | ------ | -------- | -------- | ---- |
| 1. | 「Witches」        | 康珍化 | CINDY    | 鳥山雄司 | 4:45 |
| 2. | 「瞳でLovin' You」 | 康珍化 | 羽田一郎 | 小島良喜 | 5:24 |
| 3. | 「Please」         | 康珍化 | CINDY    | 鳥山雄司 | 4:25 |
| 4. | 「Try Or Cry」     | 康珍化 | CINDY    | 小島良喜 | 6:34 |

### CD
| #  | タイトル                | 作詞     | 作曲            | 編曲     | 時間 |
| -- | ----------------------- | -------- | --------------- | -------- | ---- |
| 1. | 「Sweetest Lover」      | 北山瑞穂 | CINDY           | 瀬尾一三 | 5:26 |
| 2. | 「Too Fast, Too Close」 | CINDY    | CINDY・鳥山雄司 | 鳥山雄司 | 4:22 |
| 3. | 「Bad Girl」            | 康珍化   | 村松邦男        | 鳥山雄司 | 4:43 |
| 4. | 「Diamond Lights」      | 戸沢暢美 | 鳴海寛          | 瀬尾一三 | 4:34 |
| 5. | 「天使の気持ち」        | 康珍化   | CINDY           | 鳥山雄司 | 4:16 |
| 6. | 「Witches」             | 康珍化   | CINDY           | 鳥山雄司 | 4:45 |
| 7. | 「瞳でLovin' You」      | 康珍化   | 羽田一郎        | 小島良喜 | 5:24 |
| 8. | 「Please」              | 康珍化   | CINDY           | 鳥山雄司 | 4:25 |
| 9. | 「Try Or Cry」          | 康珍化   | CINDY           | 小島良喜 | 6:34 |

| #   | タイトル                               | 作詞   | 作曲            | 編曲     | 時間 |
| --- | -------------------------------------- | ------ | --------------- | -------- | ---- |
| 10. | 「Witches」(Single Version)            | 康珍化 | CINDY           | 鳥山雄司 | 3:50 |
| 11. | 「誓いを破って」                       | 康珍化 | CINDY           | 村松邦男 | 5:29 |
| 12. | 「Too Fast, Too Close」(Dance Version) | CINDY  | CINDY・鳥山雄司 | 鳥山雄司 | 5:54 |
| 13. | 「Witches」(Instrumental)              | -      | CINDY           | 鳥山雄司 | 3:48 |
| 14. | 「誓いを破って」(Instrumental)         | -      | CINDY           | 村松邦男 | 5:26 |

### 曲解説
1. Sweetest Lover
  - 本人出演の CITIZEN ″LIGHTHOUSE″ CFソング。
2. Too Fast, Too Close
  - 翌年放送された主演ドラマ「君の瞳に恋してる!」に挿入歌として一部使用されている。後に "Dance Version" として再録し、シングル「女神たちの冒険」（1990年発売）のカップリングに収録された。
3. Bad Girl
4. Diamond Lights
5. 天使の気持ち
  - CINDYが1990年にセルフカバーし、シングルとして発売している。アルバム『ANGEL TOUCH』（1990年）、『Surprise』（1997年）にも収録されている。
6. Witches
  - 歌詞が追加されたアルバムバージョンで収録。
7. 瞳でLovin' You
8. Please
9. Try Or Cry

## 再発盤
- 1989年12月25日 - GOLD CD（完全限定盤 330A-50090／同アルバムを含む1988年までに発売されたアルバム全てがGOLD CDで完全限定同日発売された）
- 1992年11月21日 - CD（廉価盤 KICS-270）
- 2015年10月14日 - CD（廉価盤 KICS-3268）
2015年リマスタリング仕様で「30th Anniversary Original Album Collection」として、これまでにリリースしたアルバムのうち25作品を同日再発売[6]。
- 2022年8月30日 - 『angel hearts (+5)』（SACDハイブリッド盤）「Witches」のシングルバージョン、カップリング曲の「誓いを破って」などボーナス・トラック5曲を追加収録。